# Laura Cornaro
Laura Cornaro, död 1739, var en dogaressa av Venedig, gift med Venedigs doge Giovanni II Cornaro (regerade 1709–1722).
Hon var dotter till Nicolo Cornaro och gifte sig med sin kusin Giovanni II Cornaro år 1667. Hon beskrivs som strikt traditionellt dygdig och ska ha ogillat alla former av den växande personliga frihet, som vid samma tid började blomma upp bland den venetianska överklassen, som sedeslöshet. Hon gick i kloster som änka.